# Kalabra
Le kalabra est une langue papoue de la péninsule de Doberai en Nouvelle-Guinée. Elle est voisine du tehit.